# Georges-André Chevallaz
Georges-André Chevallaz (Lausana, cantón de Vaud, Suiza, 7 de febrero de 1915-Lausana, 8 de septiembre de 2002) fue un político suizo del Partido Liberal Radical, Consejero Federal de 1974 a 1983 y Presidente de la Confederación en 1980.

## Biografía

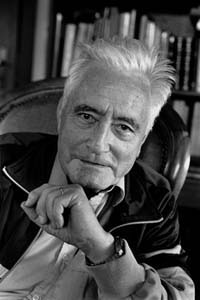
Chevallaz en 1986

Originario de Montherod y nacido en Lausana, Georges-André Chevallaz estudió literatura en la Universidad de Lausana. De 1942 a 1955, mientras trabajaba en su tesis, fue profesor en la Escuela Superior de Comercio de Lausana. Obtuvo el doctorado en 1949. En 1945 se afilió al Partido Radical de Lausana, que presidió a partir de 1953, y fue elegido concejal de Lausana en 1949. En 1956 fue nombrado director de la Biblioteca Cantonal y Universitaria de Lausana, cargo que ocupó hasta 1957, cuando fue nombrado alcalde de Lausana (1957-1973). Al mismo tiempo, fue profesor de Historia Diplomática en la Universidad de Lausana.
Respaldó la construcción de un túnel viario en el Gran San Bernardo. A nivel federal, fue miembro del Consejo Nacional de 1958 a 1973. De 1970 a 1973, Chevallaz presidió el Grupo Parlamentario Liberal-Radical en la Asamblea Federal.
Fue elegido miembro del Consejo Federal el 5 de diciembre de 1973, y dejó el cargo el 31 de diciembre de 1983. Durante su mandato, dirigió los siguientes departamentos:
- 1974-1979: Departamento Federal de Finanzas
- 1980-1983: Departamento Militar Federal

Fue Presidente de la Confederación en 1980.
Chevallaz fue un conocido opositor a la posible entrada de Suiza en la Comunidad Económica Europea. De 1988 a 1992, presidió la fundación que publica el Diccionario Histórico de Suiza.

## Resultados electorales
- 1973: Elegido miembro del Consejo Federal con 137 votos (mayoría absoluta: 121 votos)
- 1975: Reelegido Consejero Federal con 178 votos (mayoría absoluta: 111 votos)
- 1978: Elegido Vicepresidente del Consejo Federal con 181 votos (mayoría absoluta: 105 votos)
- 1979: Reelegido Consejero Federal con 170 votos (mayoría absoluta: 102 votos)
- 1979: Elegido Presidente de la Confederación con 183 votos (mayoría absoluta: 109 votos)

## Publicaciones
- Histoire générale de 1789 à nos jours. Payot, Lausana 1964
- La Suisse ou le sommeil du juste. Payot, Lausana 1967
- Les Raisons de l’espoir. L’Aire, Lausana 1979
- Le Gouvernement des Suisses ou l’histoire en contrepoint. Con ilustraciones de Hans Erni. L’Aire, Lausana 1989
- Le Défi de la neutralité. Diplomatie et défense de la Suisse 1939–1945. L’Aire, Vevey 1995